# Castell de Bóixols
El Castell de Bóixols fou un castell medieval situat en el poble de Bóixols, del terme municipal d'Abella de la Conca, (Pallars Jussà), declarat Bé cultural d'interès nacional en la categoria de Zona arqueològica.
Situat a l'extrem sud de l'actual poble de Bóixols, aturonat a l'extrem més alt del pendís on hi ha disposades les cases del poble actual. En queden poques restes recognoscibles, atès que el lloc fou ocupat -encara ho és- per instal·lacions agropecuàries i cases.

El Castell de Bóixols, respecte del terme d'Abella de la Conca

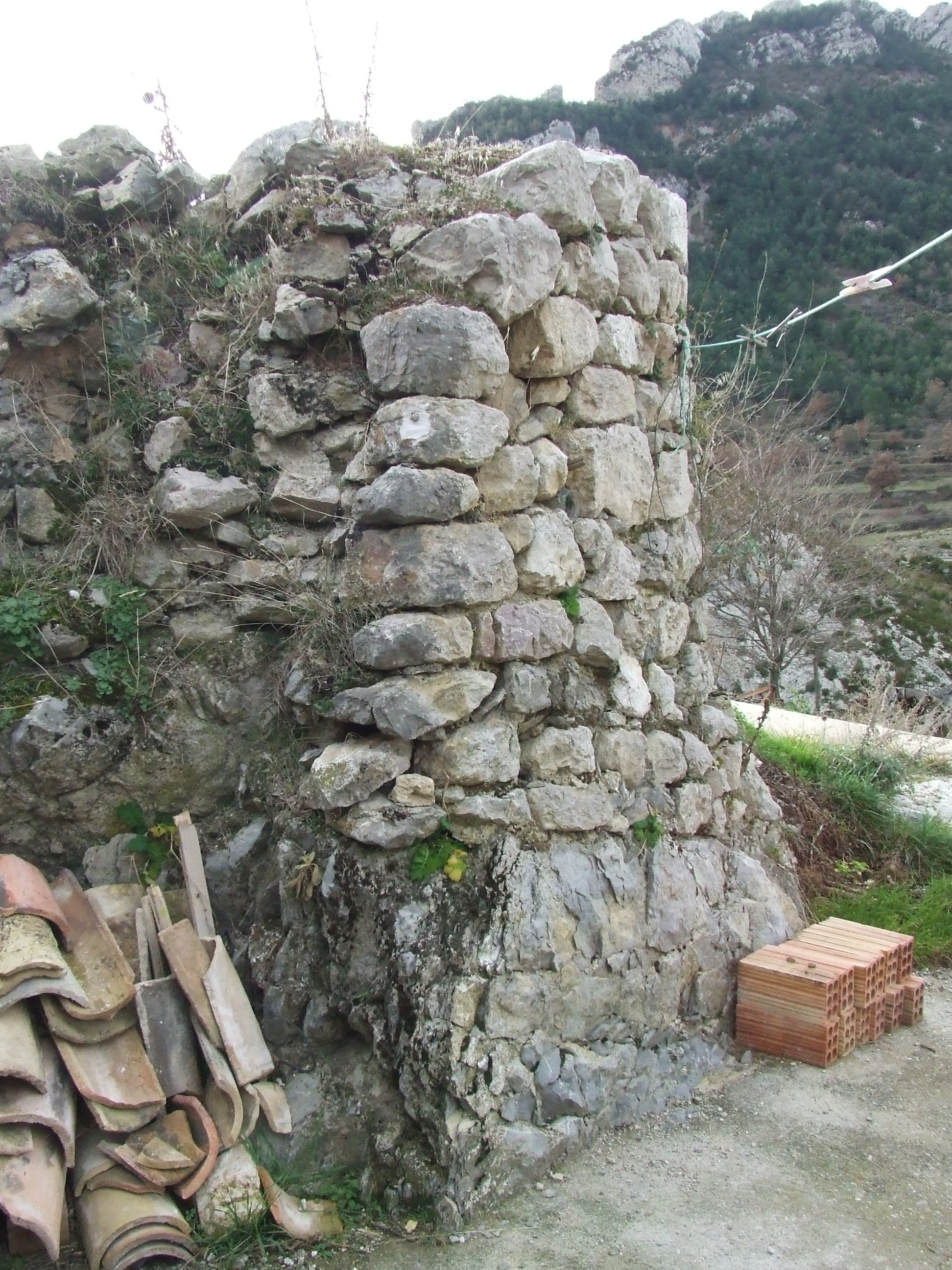
Detall del que fou la torre del Castell de Bóixols

El petit fragment conservat són restes de murs i d'una torre de planta circular, actualment annexes a una casa la major part de nova construcció, que antigament havia estat part d'unes instal·lacions agropecuàries. El fragment de torre fa 80 cm d'ample per 3 metres d'alçada. Devia ser un espai murat i amb torres, que protegia un espai interior, ample, que aprofitava el mateix turó, on hi havia les estances.

## Etimologia
Aquest castell duu el nom de la població on es troba, i del qual podria ser l'origen.